# The X-Files: The Game
The X-Files: The Game es un juego de aventura para PC, Macintosh y PlayStation basado en la serie de televisión The X-Files. Posteriormente, la serie dio lugar a un segundo juego, The X-Files: Resist or Serve.

## Argumento
La historia se centra en los extraterrestres, la trama principal de The X-Files. Los acontecimientos se desarrollan dentro de la cronología de la serie The X-Files en su tercera temporada. La historia comienza en Seattle con el joven agente del FBI Craig Willmore (interpretado por Jordan Lee Williams) que es asignado por el director adjunto Walter Skinner a investigar la desaparición de los agentes Fox Mulder y Dana Scully que fueron vistos por última vez en la zona de Everett, Washington. El agente Willmore deberá emplear diversos artilugios entre los que se encuentran gafas de visión nocturna, una cámara digital, una PDA Apple Newton, un kit de huellas dactilares, un revólver, unas esposas y su placa para seguir su rastro. A lo largo del camino, se une a los detectives del Departamento de Policía. Uno de ellos, Mary Astadourian (interpretada por la actriz Paige Witte) entabla una cierta relación argumental con el protagonista.
Varios de los actores de la serie de televisión repiten sus papeles habituales en el juego. Lo que incluye a David Duchovny (Mulder), Gillian Anderson (Scully), Mitch Pileggi (Skinner), Brendan Beiser (Agente Sean Pendrell), y Steven Williams (X). El juego está ambientado y filmado en la ciudad de Seattle y sus alrededores, justo antes de comenzar el rodaje de la película. 

### Final alternativo
"The X-Files: The Game" ofrece dos finales satisfactorios posibles:
- El agente Willmore termina su misión con éxito y su jefe Shanks le felicita por ello.
- El agente Willmore termina su misión con éxito, su jefe Shanks le felicita por ello y le comunica que la agente de policía Mary Astadourian le está esperando en su apartamento para hablar con él sobre un tema. Este final se obtiene si el jugador ha intentado ligar con Astadourian con las opciones de piropos que te ofrece el juego, además de haber intentado besarla después de escapar de la explosión de "Transportes Gordon". También es necesario desconfiar de Cook en todo momento.

Este secreto fue hecho público en la revista de videojuegos N.º 126 de Hobby Consolas. Fue descubierto por un aficionado a la serie. Fue el primer truco publicado por un consumidor de la revista. El lector fue recompensado por Hobby Consolas con un diploma que certifica su colaboración con la revista y también le vino consigo una gorra blanca con el nombre de Hobby Consolas.[cita requerida]

## Forma de juego
El juego utiliza una interfaz point-and-click, tecnología full motion video llamada Virtual Cinema e incluye un gran número de secuencias de vídeo no interactivas. En diversas ocasiones el jugador puede influir sobre las actitudes y reacciones de los demás personajes dependiendo de sus respuestas y acciones.
Se denominó "UberVariables" a ciertas decisiones tomadas por el jugador que pueden afectar al juego:
- Paranoia (Willmore empezará a ver cosas como cuerpos extraños y figuras fantasma)
- Pérdida (mensajes de la exmujer Willmore de cuando era pequeña),
- "The X-Track" (más detalles sobre las conspiraciones del argumento de la serie)

El jugador también puede tener control sobre las relaciones de Willmore con Astadourian de forma positiva o negativa sobre la base de lo que responda tras escuchar sus sugerencias e ideas.

## Guiños a la Serie
- El nombre de Craig Willmore, fue sacado de un personaje extra del episodio “Syzygy” de la tercera temporada de Expediente X, dicho personaje tomaba el papel de jugador de baloncesto.
- El Comity Inn Motel, donde Mulder y Scully descansaban, posee el mismo nombre de hotel, que aparece en el episodio “Syzygy”.
- El folleto del Zoo Fairfield, que encontramos en la recepción del Comity Inn Motel, menciona a la gorila Sophie. La misma gorila que es protagonista del episodio “Fearful Symmetry” de la segunda temporada.
- Las secuencias de películas antiguas, que se pueden visualizar a través de las televisiones que hay en el apartamento del Agente Willmore y las habitaciones de los Agentes Mulder y Scully, son exactamente las mismas que aparecen en el episodio “Syzygy” de la tercera temporada.
- Mulder posee en su habitación, un ejemplar del periódico de sus amigos los Pistoleros Solitarios.
- La foto en blanco y negro de Mulder e Scully fuera del coche, y los sonidos de las emisoras de radio de los coches patrulla que se escuchan a lo largo del todo el juego, son los mismos que aparece en el episodio "Young At Heart" de la primera temporada.
- El libro con el título “FROM OUTER SPACE” escrito por Jose Chung, que encontramos en la habitación de hotel del Agente Mulder y que podemos optar por devolvérselo a la recepcionista, es el mismo libro que aparece al final del episodio "Jose Chung’s “From Outer Space”" de la tercera temporada.
- El coche de alquiler que llevaba Mulder, pertenece a la empresa Lariat. La misma compañía que suministra vehículos a Mulder, durante la serie.
- Una parte argumentativa del videojuego, está inspirado en los episodios “Nisei”, “731”, “Piper Maru” y “Apocrypha” de la tercera temporada.
- Que el argumento del videojuego se inspire en episodios de la tercera temporada, que se muestre los números 3 y 4 en las puertas de los apartamentos del edificio donde vive Willmore y de las habitaciones de hotel, que aparezca el número "3x99" en el expediente del caso que se halla en la habitación de hotel del Agente Mulder, y que hagan unas breves apariciones el Agente Pendrell y Mr. X, cuando ellos fallecieron en la cuarta temporada, da entender claramente que los sucesos del videojuego, se desarrollan entre el final de la tercera y al inicio de la cuarta temporada de la serie.

## Curiosidades
- El juego contiene diversos huevos de Pascua cómicos. Por ejemplo, cuando brilla una linterna o al tomar una fotografía de un personaje se le pregunta al jugador "What's the matter with you?" ("¿Que pasa contigo?"). Otro huevo de Pascua curioso fue la posibilidad de dispararse a uno mismo terminando el juego y apareciendo una nota de suicidio junto al perfil psicológico del personaje. Esta característica provocaba un pequeño fallo: en la siguiente escena el protagonista aparecía en la oficina de Shanks entregando la placa y la pistola a pesar de estar muerto.
- Si usamos el ordenador de Willmore, nos dirigimos a la sección de perfiles personales y tecleamos los nombres de los creadores del juego (que aparecen en los créditos y en el manual del juego), podremos leer sus biografías y ver fotos curiosas.
- En el apartamento de Willmore, el equipo de alta fidelidad se puede encender: en él se pueden escuchar las canciones "Flying", "Rain Rain" y "UFO... Soul Control" del grupo Moon.
- Si llamamos al número de teléfono 1-202-555-0149, que aparece en el registro de llamadas de Mulder, nos atenderá su amigo Frohike.
- Cuando llegas a la casa de Rauch en Alaska y encuentras a Mulder, Scully llamará a tu teléfono. Debes descolgar y sacar tu arma. Cuando la cámara enfoca a Scully en el aeropuerto, rápidamente aparece desde el lado izquierdo una mujer disfrazada que se cruza con ella, a quien le debes disparar. Ella es una de las programadoras del juego, y cada vez que hagas este "truco", se mostrará una divertida imagen trucada. Dependiendo de donde le dispares, se te mostrara una imagen diferente.
- Mary Astadourian es el nombre de una persona real, la asistente de Chris Carter
- William B. Davis hace una fugaz aparición como el Fumador (se le ve fumando un cigarro después de que explota "Transportes Gordon"). Sin embargo, aparece en los créditos de apertura.
- Paige Witte, que interpreta a Mary Astadourian en el juego, había aparecido en otros juegos de Hyperbole Studios: Quantum Gate y The Vortex.[1]
- El juego de The X-Files fue una de las últimas películas interactivas que salieron para PC y Mac.

## Producción
- La desarrolladora de juegos Hyperbole Studios rechazó inicialmente el proyecto cuando Fox se lo propuso. Más tarde se interesó tras ver la serie.[1]
- El documento de diseño del título tenía más de 1000 páginas mientras que el guion final tuvo algo más de 250.
- Fue rodado entre las temporadas de The X-Files y justo antes de la película. Como Anderson y Duchovny estaban muy ocupados se sustituyó sus personajes por el de Willmore.
- Alrededor de seis horas de película fueron grabadas para el juego.[1]
- Una antigua base naval de Estados Unidos, Sand Point, fue utilizada como la base de la NSA del final del juego.[1]
- El Tarakan es en realidad un remolque de entrenamiento que previamente se había utilizado en una operación policial de contrabando de drogas.[1]
- Los "efectos de explosión derretida" del Tarakan se hicieron utilizando pintura soluble en agua, lo que provocó estragos cuando empezó a llover durante el rodaje.
- [1]"Tarakan" significa cucaracha en ruso.
- El juego fue grabado en cintas beta con cámaras Sony y capturado utilizando Adobe Premiere y Media 100 en máquinas Power Macintosh.[2]

## Respuesta
Los diversos análisis del juego fueron muy variados, con muchas críticas sobre la gran cantidad de CD que tenía el juego (7). Para el siguiente juego de la serie, The X-Files: Resist or Serve, optaron por un videojuego más convencional del estilo de Resident Evil.
La respuesta de los medios de comunicación del sector fue bastante positiva en general, aunque se quejaron de ciertas carencias en el juego tales como no poder manejar a Mulder o Scully y las muchas escenas sin interacción para el jugador. La puntuación que obtuvo varía considerablemente para diversos medios.

## Diferencias entre la versión PC y PlayStation
Las diferencias entre los dos formatos, son bastantes significativas, mientas que la versión PC consta de 7 CD, la versión de PlayStation 1 son solo 4 CD. 
Esto provocó varios aspectos negativos para la versión que ofrecía la consola de videojuegos de Sony. Ejemplos: 
- Que se suprimiera una gran parte de los Huevos de Pascua. Por ejemplo: Ver la ficha policial de los productores del juego.
- Que se borrara algunas secuencias. Un ejemplo: Como la conversación que tiene Willmore con Skinner sobre cual podría ser la contraseña del ordenador de Scully.
- Menos presencia de imágenes estáticas de objetos.
- La no evolución del corcho del despacho de Willmore, mientras investiga el caso.
- No aparecen las notas de despedida, en el Final Suicidio.
- No es necesario introducir contraseña al ordenador de Willmore.
- No aparece en el menú del ordenador, el sistema de buscar información sobre sucesos.

## Compatibilidad
En la actualidad, la versión PC del videojuego puede ser aún ejecutado, siempre que se cumpla los siguientes requisitos:
•	Pentium 120 MHz o procesador 100% compatible (recomendado 166 MHz).
•	Windows 95 o Windows NT 4.0 (con Service Pack 3). 
•	250 Mb de espacio libre en disco.
•	16Mb RAM (recomendado 32Mb).
•	4X CD-ROM (recomendado 8X).
•	Tarjeta gráfica compatible con DirectX para Windows que soporte Colores de Alta Densidad (16-bit) a resolución de 640 x 480 (recomendado 24-bit o 32-bit Color Verdadero).
•	Tarjeta de sonido compatible con DirectX para Windows.
•	Ratón compatible con Windows o dispositivo apuntador.
•       Tener instalado el Quick Time 3 o 4.
Para el uso del juego en Windows XP o Windows Vista, se aconseja realizar los siguientes pasos para la instalación:
- Instalar el Quick Time 4.
- Configurar el Quick Time. Abrimos el programa, nos dirigimos a "Edit", seleccionamos "Preferences" y después "Connection Speed". En la pestaña donde pone Connection Speed, lo cambiamos por Video Settings, y allí elegimos Safe Mode (GDI Only). Volvemos a la pestaña y seleccionamos Sound Out. Cuando estemos en la nueva sección, elegimos las opciones "DirectSound" y "48.000 kHz", en las pestañas que han aparecido . Apretamos el botón "Options" y en la ventana que nos ha aparecido, ponemos 90.
- Instalamos al completo el juego y rechazamos el instalar el Quick Time y DirectX, que ofrece el juego para instalar.
- Y listo, ya puedes disfrutar del juego. Es probable, que el juego salte en alguna ocasiones, pero es cuestión de cargar y volver a jugar.
- Para mayor estabilidad, es mejor ir a las propiedades de su acceso directo y, en la pestaña "Compatibilidad", ajustar el Modo de Compatibilidad para "Windows 98/Windows Me".

Para el uso del juego en Windows 7, se recomienda realizar los siguientes pasos para la instalación:
- Instalar el Quick Time 7.
- Configuramos el Quick Time. Abrimos el programa, nos dirigimos a "Editar", seleccionamos "Preferencias" y después "Preferencias de QuickTime". Seleccionamos la pestaña “Audio”, y nos aseguramos que las siguientes opciones estén de esta forma:  “Latencia del dispositivo de salida de audio: 33.0000”, que “Reproducir audio con” este señalado “Direct Sound”, y que las salidas de audio estén de esta manera “Velocidad: 48kHz”, “Tamaño: 16 bits” y “Canales: Estéreo (I D)”.  Nos vamos a la pestaña “Avanzado”, y señalamos en “Video” la opción “Modalidad segura (solo GDI)”. Damos al botón de “Aceptar”, para que se apliquen los cambios.
- Instalamos al completo el juego y rechazamos el instalar el Quick Time y DirectX, que ofrece el juego para instalar. Y a jugar.

Para el sistema operativo Windows 8, se desconoce cuál es la mejor configuración para el buen funcionamiento del juego.
Para el uso del juego en Windows 10, se recomienda realizar los siguientes pasos para la instalación:
- Instalar el Quick Time 7.
- Configuramos el Quick Time. Abrimos el programa, nos dirigimos a "Editar", seleccionamos "Preferencias" y después "Preferencias de QuickTime". Seleccionamos la pestaña “Audio”, y nos aseguramos que las siguientes opciones estén de esta forma:  “Latencia del dispositivo de salida de audio: 33.0000”, que “Reproducir audio con” este señalado “Direct Sound”, y que las salidas de audio estén de esta manera “Velocidad: 48kHz”, “Tamaño: 16 bits” y “Canales: Estéreo (I D)”.  Nos vamos a la pestaña “Avanzado”, y señalamos en “Video” la opción “Modalidad segura (solo GDI)”. Damos al botón de “Aceptar”, para que se apliquen los cambios.
- Instalamos al completo el juego y rechazamos el instalar el Quick Time y DirectX, que ofrece el juego para instalar.
- Antes de iniciar el juego, es necesario ir a las propiedades de su acceso directo y, en la pestaña "Compatibilidad", ajustar el Modo de Compatibilidad para "Windows XP (Service Pack 2)".

## Guía Oficial
La empresa Prima, especializada en publicar guías oficiales para videojuegos, puso a la venta "Official X-Files Game Strategy Guide" en inglés. En ella se detalla el paso a paso, para avanzar en el videojuego, y se revela todos sus secretos.